# Jelcz D120
Jelcz D120 — туристический автобус, выпускавшийся польским производителем Jelcz в 1989—1992 годах.

## История
Автобус Jelcz D120 впервые был представлен в 1989 году. Его дизайн идентичен автобусу Jelcz PR110D.
Модель оснащалась дизельным двигателем внутреннего сгорания LIAZ. Автобус Jelcz D120 Lux оснащался дизельным двигателем внутреннего сгорания ML637. Обычный Jelcz D120 оснащён дизельным двигателем внутреннего сгорания ML636.
Автобус Jelcz D120 производился параллельно с Jelcz PR110D. Производство завершилось в 1992 году.